# Combes, Hérault
Combes är en kommun i departementet Hérault i regionen Occitanien i södra Frankrike. Kommunen ligger i kantonen Saint-Gervais-sur-Mare som tillhör arrondissementet Béziers. År 2022 hade Combes 321 invånare.

## Befolkningsutveckling
Antalet invånare i kommunen Combes
Referens:INSEE